# 시애틀 퍼시픽 대학교
시애틀 퍼시픽 대학교(Seattle Pacific University, SPU)는 워싱턴주 시애틀에 위치한 사립 교양학술 대학교이며, 시애틀 신학대학으로서 자유감리교회(Free Methodist Church)의 오리건, 워싱턴 콘퍼런스와 함께 1891년 설립되었다. 1913년 시애틀 신학대학, 칼리지가 되었으며 1915년 시애틀 퍼시픽 대학교(Seattle Pacific College)라는 교명을 채택하였고 1977년 현재의 이름을 취하였다. 시애틀 퍼시픽 대학교는 크리스천 칼리지 컨소시엄 소속이다.

## 역사
시애틀 퍼시픽 대학교는 1891년 해외 사역을 위해 전도자들을 훈련할 목적으로 자유감리교 선구자들에 의해 1891년 설립되었다.

## 저명한 동문
- 유진 피터슨: 더 메시지(The Message)의 저자
- 이동준: 한국프로농구 선수[2][3]
- 래리 월: 프로그래머, 언어학자, 저자, 펄 프로그래밍 언어 개발자

## 총장
| Alexander A. Beers, Ph.B., M.A. | 1893–1916 |
| Orrin E. Tiffany, PhD           | 1916–1926 |
| C. Hoyt Watson, Litt.D.         | 1926–1959 |
| C. Dorr Demaray, Litt.D         | 1959–1968 |
| David L. McKenna, PhD           | 1968–1982 |
| David C. Le Shana, PhD          | 1982–1991 |
| Curtis A. Martin, PhD           | 1991–1994 |
| E. Arthur Self, PhD             | 1994–1995 |
| Philip W. Eaton, PhD            | 1995–2012 |
| Daniel J. Martin, JD, EdD       | 2012–현재 |